# カガウ空港
カガウ空港（Kaghau Airport）は、ソロモン諸島カガウ島にある空港。まれにカガウ島空港とも言われる。

## 就航路線
| 航空会社     | 就航地   |
| ------------ | -------- |
| ソロモン航空 | ホニアラ |